# Veja (glazbeni sastav)
Veja je hrvatski etnosastav iz Pazina. 

## Povijest grupe
Ideju o osnivanu sastava pokrenuo je Goran Farkaš još 2007. godine, kada je započeo s istraživanjem Istarske tradicijske glazbe. Sastav je tada započeo sa svirkama na lokalnim manifestacijama, a ovisno o mogućnostima izmjenjivali su se članovi sastava. Prvu postavu činili su Goran Farkaš, Saša Farkaš, Noel Šuran i Dragan Cvitan.
Etno skupina Veja dolazi iz Pazina i bavi se istraživanjem istarske narodne tradicijske glazbe te izvođenjem iste u modernijim aranžmanima koristeći razne tradicijske instrumente iz cijeloga svijeta. Tako u svojim izvedbama koriste mih, gajde, kaval, violinu, harmoniku, gitaru, bas-gitaru, djembe i cajon, u raznim kombinacijama. Inspiraciju i motivaciju crpe iz glazbe koja je ispunjavala živote njihovih predaka dajući joj novu energiju.
Do sada su se često predstavljali domaćoj i stranoj publici. Nastupili su na festivalu Ethnoambient u Solinu, TradInEtno festivalu u Pazinu, FolkHistria festivalu u Kopru (Slovenija), te Viljandi Folk Festivalu u Viljandiju (Estonija). Tijekom svoje turneje po Francuskoj, 2012. godine, nastupili su u jednom od najpoznatijih pariških jazz klubova "New morning", gdje su bili odlično prihvaćeni od publike i pohvaljeni od strane medija i struke. 2013. godine sudjeluju na Archeo.S projektu u sklopu kojeg nastupaju u Grčkoj, Albaniji, Italiji i Hrvatskoj.
"Dolina mlinova" debitantski je album grupe Veja, izdan 2014. godine. Na njemu se nalazi 10 skladbi, od kojih su dvije autorske, a preostalih osam tradicijske s izmijenjenim aranžmanima. Album je sniman u pazinskoj dolini mlinova i u pulskom studiju Partyzan. Producent albuma je Marijan Jelenić (Nola), a mastering je radio Martin Swan.

## Glazbene suradnje
Veja je sudjelovala u raznim projektima i glazbenim suradnjama od kojih su među značajnijima izvedba Vejine pjesme "Anka" zajedno sa Surkom (beatbox), pjevačicom Elis Lovrić i plesnim studiom AB original na otvorenju Pulskog filmskog festivala 2012. godine, suradnja s etno zborom Čipkice, vokalnom skupinom Sopelice, te sudjelovanje na radionicama za djecu "Glazbeni poučak".

## Članovi
- Goran Farkaš - vokal, mih, fiddle, gajde, kaval, tambura
- Saša Farkaš - gitara, tambura
- Marko Pernić - vokal, harmonika
- Sebastijan Demark - bass gitara
- Ljuban Rajić - cajon, udaraljke
- Marijan Jelenić - inženjer zvuka

## Diskografija
- Dolina mlinova (2014., vlastito izdanje) -  dvije autorske i osam tradicijskih pjesama[1]

## Ostalo

### Značenje imena
"Veja" znači "obred bdijenja", također to je naziv za granu i staro ime za grad Krk.

## Vanjske povezice
- Službena stranica